# 부산광역시학생교육원
부산광역시학생교육원(釜山廣域市學生敎育院, Busan Student Education Center)은 부산광역시의 학생들이 공동생활을 경험하고 대자연 속에서의 수련활동을 통하여 조화로운 인격을 도야하고 진취적 기상을 길러 국가와 민족이 바라는 민주시민으로서의 자질과 품성을 함양하기 위하여 부산광역시교육청 산하에 설치된 직속기관이다.
원장은 교육연구관으로 보한다.

## 연혁
- 1978년 12월 29일: 부산직할시교육원 설치
- 1995년 1월 1일: 부산광역시교육원으로 변경
- 2000년 3월 1일: 부산광역시교육원과 부산광역시학생야영수련원을 통합해 부산광역시학생교육수련원으로 변경
- 2004년 10월 1일: 부산광역시학생교육원으로 변경

## 조직
원장
- 교학부
- 수련부
- 총무부

### 산하 기관
- 한빛학교